# Скоропад Олег Михайлович
Скоропад Олег Михайлович (5 травня 1951, м. Погребище, Вінницька область) — український дипломат.

## Біографія
Закінчив Київський державний університет ім. Т.Шевченка (1973), отримавши диплом географа-гідролога та Всесоюзну академію зовнішньої торгівлі, м. Москва (1989), факультет міжнародної економіки. З 1973 по 1991 рік працював в системі Гідрометеорологічної служби України, зокрема і якості експерта Всесвітньої метеорологічної організації (WMO). Учасник ліквідації аварії на Чорнобильській АЕС.
У системі МЗС України — з 1992 р.на посадах радника, завідуювача відділом та начальника управління. В 1994—2000 роках обіймав посаду Заступника Генерального Секретаря Організації Чорноморського Економічного Співробітництва (ОЧЕС) а також її Бізнесової Ради.
З жовтня 2004 по 10 червня 2009 — Надзвичайний та Повноважний Посол України в Нігерії. З 31 серпня 2005 по 10 червня 2009 — Надзвичайний та Повноважний Посол України в Беніні за сумісництвом. З 6 травня 2006 по 10 червня 2009 — Надзвичайний та Повноважний Посол України в Гані за сумісництвом. Протягом 2006—2009 років представляв Україну в Організації Економічної Співпраці Країн Західної Африки (ECOWAS).
З 2010 року до 2016 —  незалежний консультант з питань співпраці з країнами Африки у сфері розвитку міжнародних інвестиційних проектів.
З 2016 року по теперішній час є координатором міжнародних проектів в Українському гідрометеорологічному центрі.